# Serrastruma
Serrastruma là một chi côn trùng thuộc họ Formicidae. Chi này có các loài sau:
- Serrastruma inquilina